# 2003 na Alemanha
Esta é uma cronologia dos fatos acontecimentos de ano 2003 na Alemanha.

## Eventos
- 27 de março: Um estudante britânico morre durante uma vista a Wiesbaden após ser atingido por vários carros em uma rodovia.
- 12 de abril: O Comitê Olímpico Nacional da Alemanha elege a cidade de Leipzig para a candidatura oficial para os Jogos Olímpicos de Verão de 2012.[1]
- 21 de setembro: Na eleição legislativa regional da Baviera, a União Social-Cristã ganha com 60,7% dos votos.

## Mortes
- 28 de março: Ludwig Elsbett, inventor do motor Elsbett (n. 1913).
- 20 de abril: Rudi Brunnenmeier, jogador de futebol (n. 1941).
- 13 de agosto: Lothar Emmerich, jogador de futebol (n. 1941).